# Shill Brook
Der Shill Brook ist ein Wasserlauf in Oxfordshire, England. Der Shill Brook entsteht nordwestlich von Carterton und fließt in südlicher Richtung entlang des Westrandes des Ortes. Südlich von RAF Brize Norton wendet er sich in einer östlichen Richtung und bei Bampton in einer südöstlichen Richtung, in der er bis zu seiner Mündung in den Great Brook fließt. Der Highmoor Brook mündet westlich von Bampton in den Shill Brook.